# Алексеј Григоријевич Орлов
Гроф Алексеј Григоријевич Орлов-Чесменски (рус.: Алексей Григорьевич Орлов-Чесменский; 5. октобар 1737 — 5. јануар 1808) је био руски војник, адмирал и државник, који је постао истакнут за време владавине Катарине Велике. Заједничка победа са Григоријем Спиридовим у Чесменској бици сврстала га је у ред одличних руских поморских команданата свих времена.
Орлов је служио у царској руској војсци и преко својих веза са братом постао је један од кључних завереника у завери да се збаци цар Петар III и замени на руском престолу са Катарином. Завера, изведена 1762. године, била је успешна, а Петар је био затворен под стражом Алексеја Орлова. Умро је убрзо након тога под мистериозним околностима, а у народу се веровало да је Орлов или наредио, или лично извршио његово убиство. Богато награђени од Катарине након њеног ступања на дужност, Орлови су постали моћни на двору. Алексеј је унапређен и учествовао је у руско-турском рату 1768–74, командујући поморском експедицијом на Средоземном мору 1770, која је уништила османску флоту у бици код Чесме. За свој успех добио је почасни надимак Чесменски. Руска победа је убрзо потом изазвала Орлову побуну на грчким територијама Османског царства.
Орлов је остао на Средоземном мору и добио је необичан налог да заведе, а затим и ухвати принцезу Тараканову, претенденту на руски престо. Орлов је био успешан у томе и преварио ју је да се укрца на руски брод у Ливорну, где је ухапшена и одведена у Русију. Алексејев брат, Григориј, Катаринин љубавник пре и после пуча којим је свргнут цар Петар III, убрзо је пао у немилост, а моћ Орлова на двору је опала. Алексеј је постао познати одгајивач стоке на својим имањима, развијајући расу коња познату као Орлов касач и популаришући Орлоф расу пилића. Напустио је Русију након смрти Катарине и доласка њеног сина, цара Павла, али се вратио после Павлове смрти и живео у Русији до његове смрти 1808.

## Биографија
Алексеј је рођен у племићкој породици Орлов у Љубини у Тверској области 5. октобра 1737, од Григорија Ивановича Орлова, губернатора Новгорода. Ушао је у Преображенски пук и до 1762. достигао чин наредника. Истакао се у Седмогодишњем рату и рањен у бици код Цирндорфа. Описан је као џиновски човек, висок преко два метра, и прослављени дуелиста, са ожиљком преко образа. Ожиљак му је донео надимак лице са ожиљком.
Заједно са братом Григоријем, Алексеј Орлов се укључио у дворски пуч за свргавање цара Петра и постављање његове супруге Катарине на руски престо. У преврату, извршеном у јулу 1762. године, Алексеј је отишао да се састане са Катарином у палати Петерхоф и затекавши је у кревету, објавио је „дошло је време да завладате, госпођо“. Затим ју је одвезао у Санкт Петербург, где су јој тамошњи гардијски пукови изјавили своју лојалност. Цар је ухапшен и затворен у Ропши, под стражом Алексеја Орлова. Тамо је Петар умро под мистериозним околностима 17. јула 1762. Народно се претпоставља да га је Орлов убио, било на сопствену иницијативу или по Катаринином наређењу. Један извештај каже да му је Орлов дао отровано вино да попије што је изазвало да пламен [пролази] његовим венама. То је изазвало сумњу у свргнутог цара и он је одбио следећу чашу. Али они су употребили силу, а он се бранио. У тој страшној борби, да би му угушили вапаје, бацили су га на земљу и ухватили за врат. Али он се бранио снагом која долази из коначног очаја, а они су покушавали да га избегну рањавање. Цару су ставили каиш за пушку на врат. Алексеј Орлов је клекнуо са обе ноге на грудима и блокирао му дисање. Преминуо је у његовим рукама.
Мислили су да је Орлов написао писмо Катарини након Петрове смрти, признајући да је Петар убијен у пијаној тучи са једним од својих тамничара, Феодором Барјатинским који је презео кривицу за његову смрт. Аутентичност овог писма доведена је у питање данас. Саопштено је да је цар умро од напада хемороидне колике.
Орлови су награђени након Катарининог приступања престолу, а Алексеј је унапређен у чин генерал-мајора и добио је грофовску титулу. Он и његов брат су добили 50.000 рубаља и 800 кметова. Упркос недостатку формалног образовања и незнању страних језика, он је задржао интересовање за науку, патронизирајући Михаила Ломоносова и Дениса Фонвизина и дописујући се са Жан Жаком Русоом. Био је један од оснивача Слободног економског друштва и његов први изабрани председник. Награђен великим имањима, заинтересовао се за узгој коња, развијајући врсту названу Орлов касач и популаризујући расу пилића сада познату као Орлоф.
Учествовао је у војним операцијама током руско-турског рата 1768–1774, организујући Прву архипелашку експедицију и командујући ескадрилом царске руске морнарице. Борио се и победио у Чесманској бици против османске флоте 5. јула 1770, уз помоћ британске поморске експертизе и добио је право да свом имену дода почасни 'Чесменски'. Одликован је и Орденом Светог Георгија прве класе. Његова експедиција је изазвала Орлову побуну у Грчкој, којој је, упркос почетним успесима, недостајала стална руска подршка, па су је Османлије на крају угушиле. Орлов је послат као опуномоћеник на преговоре у Фокшанима 1772. године, али је због његовог нестрпљења дошло до прекида преговора, што је довело до незадовољства Царице.
Катарина је наредила Орлову да ступи у контакт са принцезом Таракановом, претендентом на престо која је тврдила да је ћерка руске царице Јелисавете и да је испоручи Русији. Орлов је то учинио тако што се претварао да је њен присталица, и успешно ју је завео. Затим ју је намамио на руски брод у Ливорну у мају 1775, где ју је ухапсио адмирал Семјуел Грејг и одвео у Русију, где је била затворена а касније је и умрла. Убрзо након ове акције, Орлови су пали у немилост на двору, а Алексеј и Григориј су отпуштени са својих положаја. Орлов се повукао у палату Санс Енуи у близини Москве и приређивао луксузне балове и вечере, чиме је постао „најпопуларнији човек у Москви“.
Након Катаринине смрти 1796. године, нови владар, цар Павле наредио је да се његов отац, Петар III, поново сахрани на великој церемонији. Алексеју Орлову је наређено да носи Царску круну испред ковчега. Орлов је накратко био осумњичен да је био један од атентатора на Павла. Орлов је напустио Русију за време владавине Павла али се вратио у Москву после његове смрти и ступања на власт цара Александра. Орлов је командовао милицијом петог округа током рата Четврте коалиције 1806–1807, која је готово потпуно о његовом трошку стављена на ратне ноге.
Алексеј Григоријевич Орлов умро је у Москви 5. јануара 1808. Оставио је имање од пет милиона рубаља и 30.000 кметова. Из његовог брака са Евдокијом Николајевном Лопухином је изродио кћерку Ану Орлову-Чесменску (1785–1848) и сина Ивана (1786–1787). Евдокија је умрла док је родила Ивана 1786. године. Верује се да је Орлов имао и ванбрачног сина Александра (1763–1820).